# Darik’s Boot and Nuke
Darik’s Boot and Nuke (meist abgekürzt mit dem Akronym DBAN) ist ein freies, Linux-basiertes Live-System, dessen Aufgabe einzig das unwiderrufliche Löschen von Festplatten oder anderen beschreibbaren Datenspeichern ist. Im Ergebnis können die Dateien selbst mit forensischen Spezialwerkzeugen nicht wiederhergestellt werden. Die Distribution ist auf das Nötigste beschränkt und weist eine vergleichsweise sehr geringe Größe auf. Dank der Tatsache, dass DBAN sowohl von Wechselmedien als auch per PXE gestartet werden kann, können sämtliche verfügbaren Datenträger (solange sie beschreibbar sind und deren Controllertyp unterstützt wird) gelöscht werden.
DBAN unterstützt die Controllertypen IDE, SATA, XT, SCSI und PATA, zur Formatierung werden Algorithmen wie der Standard DoD 5220.22-M, die Gutmann-Methode oder der kanadische Standard RCMP TSSIT OPS-II angeboten.

## Rezeption
- ZDNet.de empfiehlt den Einsatz von DBAN vor dem Verkauf einer gebrauchten Festplatte.[2]
- Das Hamburger Abendblatt verfasste einen Artikel über das Löschen von Festplatten mittels der Windows-Version von DBAN.[3]
- Computer Bild urteilt, dass das Programm Daten auf kompletten Datenträgern „sicher aber langsam“ löscht.[4]
- Das Bundesamt für Sicherheit in der Informationstechnik (BSI) stuft DBAN mit Einschränkungen und mit dem Hinweis auf auszuwählende Optionen als geeignet ein.[5]

Der Sinn des mehrfachen Überschreibens von Festplatten – wie es auch DBAN anbietet – wird hingegen angezweifelt. Eine Studie aus dem Jahr 2008 kam zu dem Ergebnis, dass bereits nach einmaligem Überschreiben die Daten so gut wie gar nicht mehr hergestellt werden können, selbst dann nicht, wenn sie nur mit Nullen statt mit zufällig generierten Daten überschrieben wurden.

## Programm „nwipe“
Das Programm dwipe, welches DBAN zugrunde liegt, wurde abgespaltet und unter dem Namen „nwipe“, als eigenständiges Programm für die Kommandozeile veröffentlicht. Das Programm wird durch Martijn van Brummelen gepflegt und unter der GNU General Public License 2.0 veröffentlicht. nwipe dient als Grundlage für das Live-System shredOS, welches als Ersatz für das nicht mehr gepflegte DBAN gedacht ist.